# Vladislav Branicki
Pour les articles homonymes, voir Branicki.
Władysław Grzegorz Branicki, armoiries Korczak, né le 13 février 1783 à Saint-Pétersbourg, décédé le 15 août 1843 à Varsovie, est un comte polonais fidèle à l'Empire russe. Il fut commandant de l'Armée impériale de Russie au cours des guerres napoléoniennes, major-général, sénateur et conseiller privé du tsar.

## Biographie
Władysław Grzegorz Branicki est fils de Franciszek Ksawery Branicki (1730-1819), grand hetman de la Couronne polonaise, et d'Alexandra von Engelhardt (1754-1838), nièce du prince Grigori Potemkine, l'amant et le favori de l'impératrice Catherine II de Russie.
À sa naissance le 13 février 1783, Catherine II  lui accorde le grade d'enseigne dans le plus ancien et l'un des plus prestigieux régiments de la Garde impériale russe Régiment Préobrajensky. À l'âge de neuf ans, le comte Branicki est élevé au grade de lieutenant.
Lors de son accession au trône en 1796, l du tsar Paul Ier le renvoie de l'armée « pour défaut de comparution dans son régiment ». Le 1er janvier 1797, rappelé, le jeune lieutenant Branicki réintégré le Régiment Préobrajensky et en 1801, après la mort de Paul Ier, le comte accède à la charge de Gentilhomme de la Chambre.
En 1807, Branicki participe aux côtés de son père à la guerre de la Russie contre la Turquie pendant laquelle il gagne les galons d'adjudant (1er août 1809), puis le 1er août de l'année suivante, il est élevé au grade de capitaine.
Pendant la guerre de 1812 contre Napoléon, le comte Branicki est admis dans la suite d'Alexandre Ier et il siège à l'état major de la 1re Armée de l'Ouest.
Le 12 avril 1812, il obtient le grade de colonel, puis il s'illustre dans les batailles Smolensk, de Borodino, Winkowo, Krasnoï. Pendant la campagne militaire de Prusse, il se distingua aux batailles de Dresde, Kulm et Leipzig pour lesquelles il reçoit l'ordre Pour le mérite prussien et Croix de fer et fut décoré de l'ordre de Saint-Vladimir (3e classe). Il reçoit également l'ordre de l'Aigle rouge et l'ordre de Léopold décernée par l'empereur d'Autriche, ainsi que l'ordre de Maximilien-Joseph remit par le roi de Bavière. Il est également décoré de l'ordre du Mérite militaire du Wurtemberg

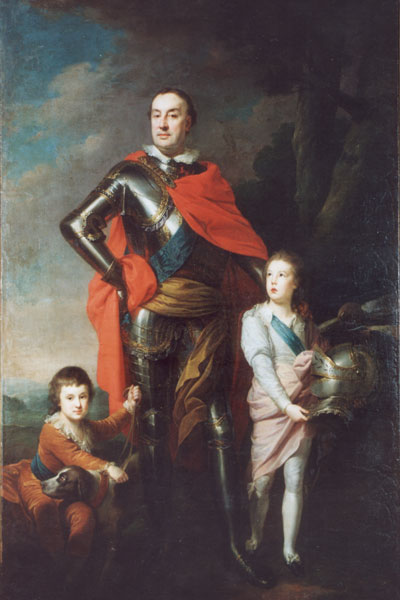
Le comte Branicki, assis aux côtés de son père, le Grand Hetman Franciszek-Ksawery Branicki et son frère aîné, Alexander, décédé très jeune, portrait du peintre Jean-Baptiste Lampi (1790)

Engagé dans la campagne de France, il combat successivement aux batailles de la Rothière, d'Arcis-sur-Aube et de Paris. Au terme de cette campagne, il est décoré de l'Ordre du Mérite militaire français. L'empereur Alexandre Ier lui accorde le grade de major-général en 1814. L'année d'après, Branicki suit l'empereur russe également dans sa seconde campagne de France.
Pendant l'Insurrection polonaise de novembre 1830, Branicki ne se range pas aux côtés des Russes mais ne soutient pas les Polonais dans leur révolte contre le tsar non plus.
Après l'étouffement de la révolte, il entre au Conseil de l'Empire (Sénat russe) et, en 1838, au Conseil privé du tsar.
Après le décès de sa mère en 1838, il devint l'unique héritier de la fortune des Branicki dont le fief à Biała Cerkiew (actuellement en Ukraine) et de fait l'un des plus riches hommes d'Europe. Sa mère lui légue le magnifique Palais Alexandra, aujourd'hui en ruines. En 1830, la comtesse Branicka, née Aleksandra von Engelhardt, avait vendu pour 250 000 roubles le Palais Youssoupov de la Moïka à la famille Youssoupov.

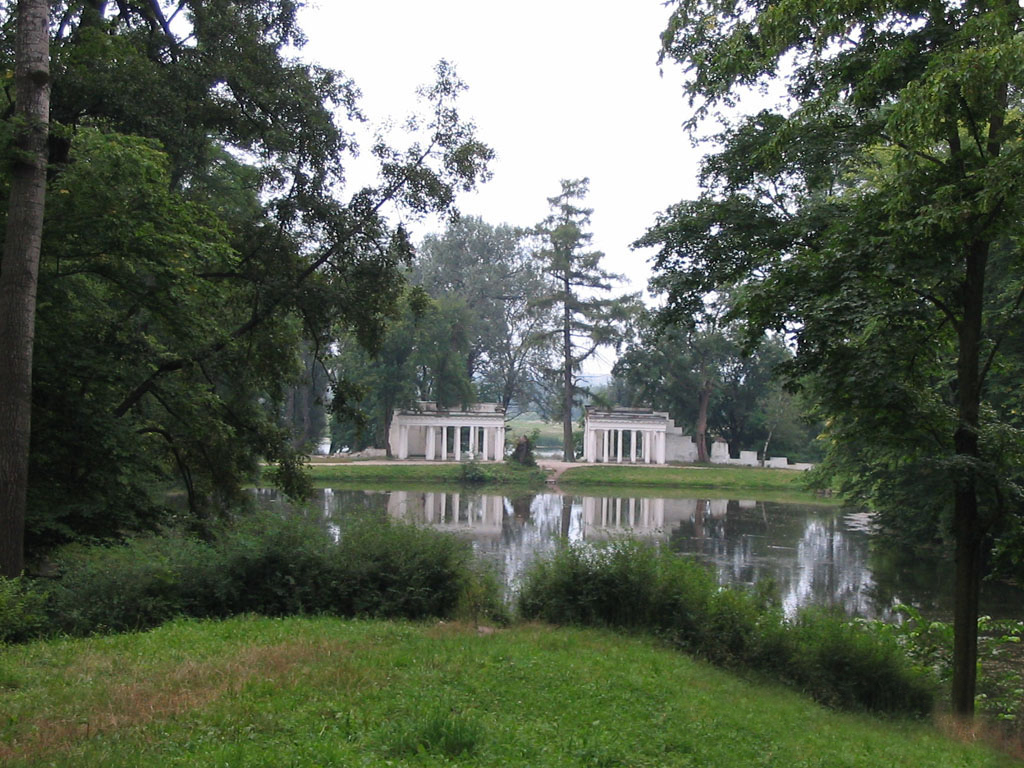
Les ruines du palais Alexandra et le parc

En 1839, Władysław Branicki devient comte d'Empire et reçoit, en 1841, l'ordre de l'Aigle blanc.
Il finit sa carrière comme grand veneur de Nicolas Ier de Russie.

## Décès
Il meurt le 15 août 1843, à Varsovie.

## Mariage et descendance
Władysław Grzegorz Branicki épousa Rose Potocki (1780-1862), fille du comte Stanisław Szczęsny Potocki et de sa première épouse, Joséphine Mniszech.
Sept enfants naquirent de cette union :
- Franciszek Ksawery Branicki : (1816-1879), propriétaire en France du château de Montrésor, marié à Paris en 1873 avec Pelagia Zamoyska (1830-1894), veuve avec deux enfants d'Alexander Rembielinski, sans postérité ;

- Eliza Branicka (1820-1876) qui épousa en premières noces le comte et grand poète polonais Zygmunt Krasiński, ensuite le comte Ludwik Józef Krasiński ;
- Aleksander Branicki (1821-1877) qui épousa Anna Hołyńska (1824-1907), dont postérité ;
- Zofia Katarzyna Branicka (1821-1886) qui épousa le prince Livio III Odescalchi (1805-1885), dont postérité ;
- Konstanty Grzegorz Branicki (1824-1884), héritier du château de Montrésor après son frère, marié avec Jadwiga Potocka (1827-1916), dont postérité ;
- Katarzyna Branicka (1825-1907), mariée à Cracovie en 1847 avec le comte Adam Józef Potocki (1822-1872), dont postérité ;
- Władysław Michał Branicki (1826-1884), marié à Paris 8e le 6 décembre 1862 avec la princesse Maria Aniela Sapieha (1843-1919), dont postérité.

## À noter
Elżbieta Branicka, sœur cadette de Władysław Grzegorz Branicki, épousa, malgré l'opposition de ses parents, le prince Mikhaïl Semionovitch Vorontsov. Cette ravissante jeune femme fut le grand amour du poète russe Alexandre Pouchkine qui l'immortalisa dans son roman Eugène Onéguine.

## Carrière militaire
- 13 février 1783-1796 : Régiment Préobrajensky ;
- 1er janvier 1797-1807 : Régiment Préobrajensky ;
- 1807-1812 : Armée du Danube ;
- 1812- Quartier-général de la 1re Armée de l'Ouest ;

## Distinctions militaires
- Chevalier de l'Ordre de Saint-Jean de Jérusalem (Russie impériale) ;
- Ordre de Sainte-Anne (1re classe) ;
- 1813 : Ordre de Saint-Vladimir (3e classe) ;
- 1813 : Ordre Pour le Mérite prussien ;
- 1813 : Ordre de l'Aigle rouge ;
- 1813 : Ordre impérial de Léopold (Ordre militaire autrichien) ;
- 1813 : Ordre militaire de Maximilien Joseph de Bavière ;
- 1813 : Ordre du Mérite militaire du Wurtemberg ;
- 1813 : Croix de fer ;
- 1814 : Institution du Mérite militaire français ;
- 1841 : Ordre de l'Aigle blanc ;
- Croix de Saint-Georges (4e classe) ;
- Épée d'or avec l'inscription « Pour bravoure ».

### Sources
Dictionnaire des généraux russe ayant combattu contre l'armée de Napoléon Bonaparte, (1812-1815)www.museum.ru